# Lepanthes helicocephala
Lepanthes helicocephala är en orkidéart som beskrevs av Heinrich Gustav Reichenbach. Lepanthes helicocephala ingår i släktet Lepanthes och familjen orkidéer. Inga underarter finns listade i Catalogue of Life.

## Bildgalleri

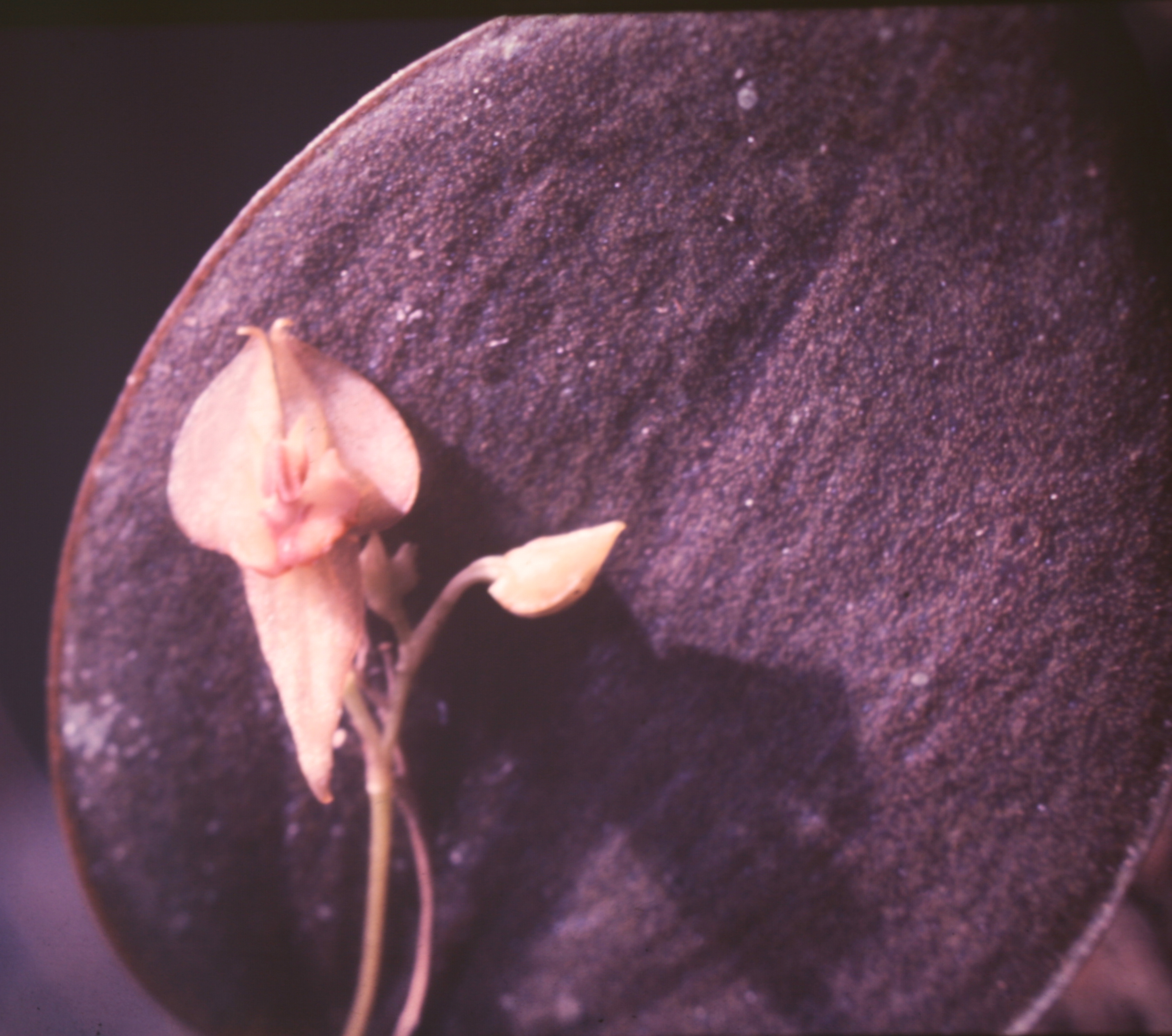
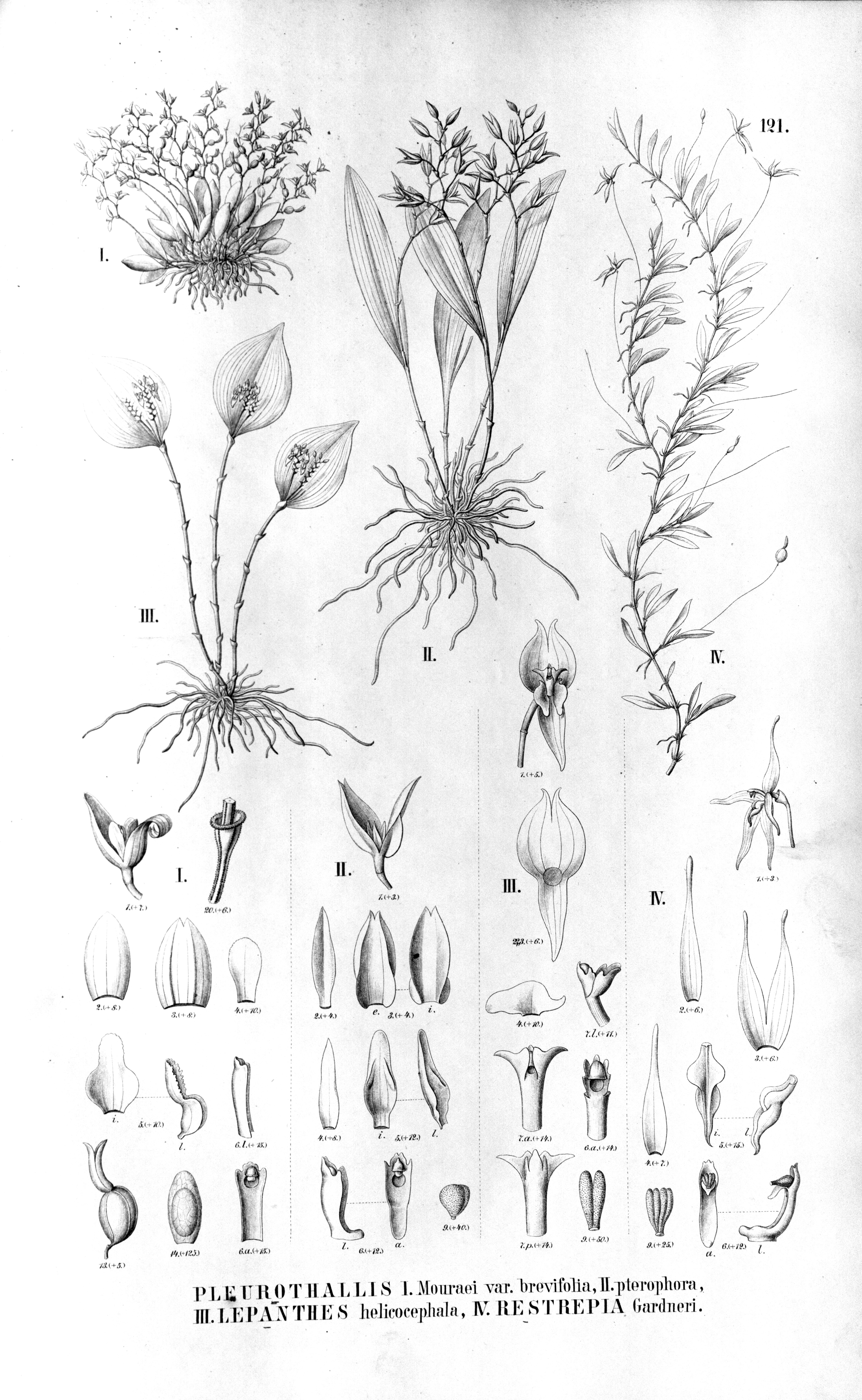
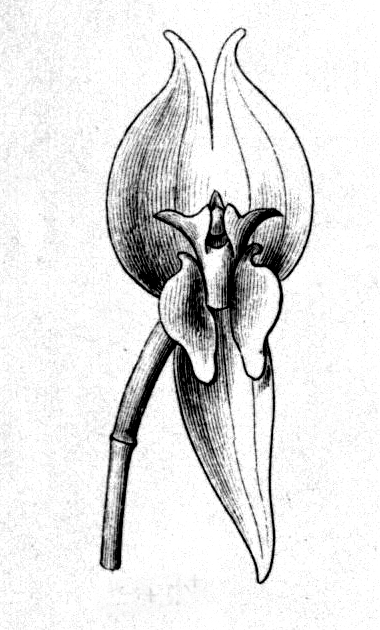